# Menorragia
Per  menorragia  in campo medico, si intende un'eccessiva perdita di sangue durante la fase mestruale del ciclo; se, oltre a una perdita eccessiva di sangue, si ha anche un prolungamento della durata delle mestruazioni, allora è più corretto parlare d'ipermenorrea. 
Si differenzia dalla metrorragia, che è anch'essa una perdita di sangue dall'utero, ma non in rapporto col flusso mestruale.

## Manifestazioni
Rispetto a una normale perdita di sangue (emorragia), che occorre durante il periodo mestruale (40-50ml), essa si manifesta aumentata almeno a 80 ml. Può essere associata a dolore e anemia.